# Euphorbia schillingii
Euphorbia schillingii là một loài thực vật có hoa trong họ Đại kích. Loài này được Radcl.-Sm. mô tả khoa học đầu tiên năm 1987.

## Hình ảnh

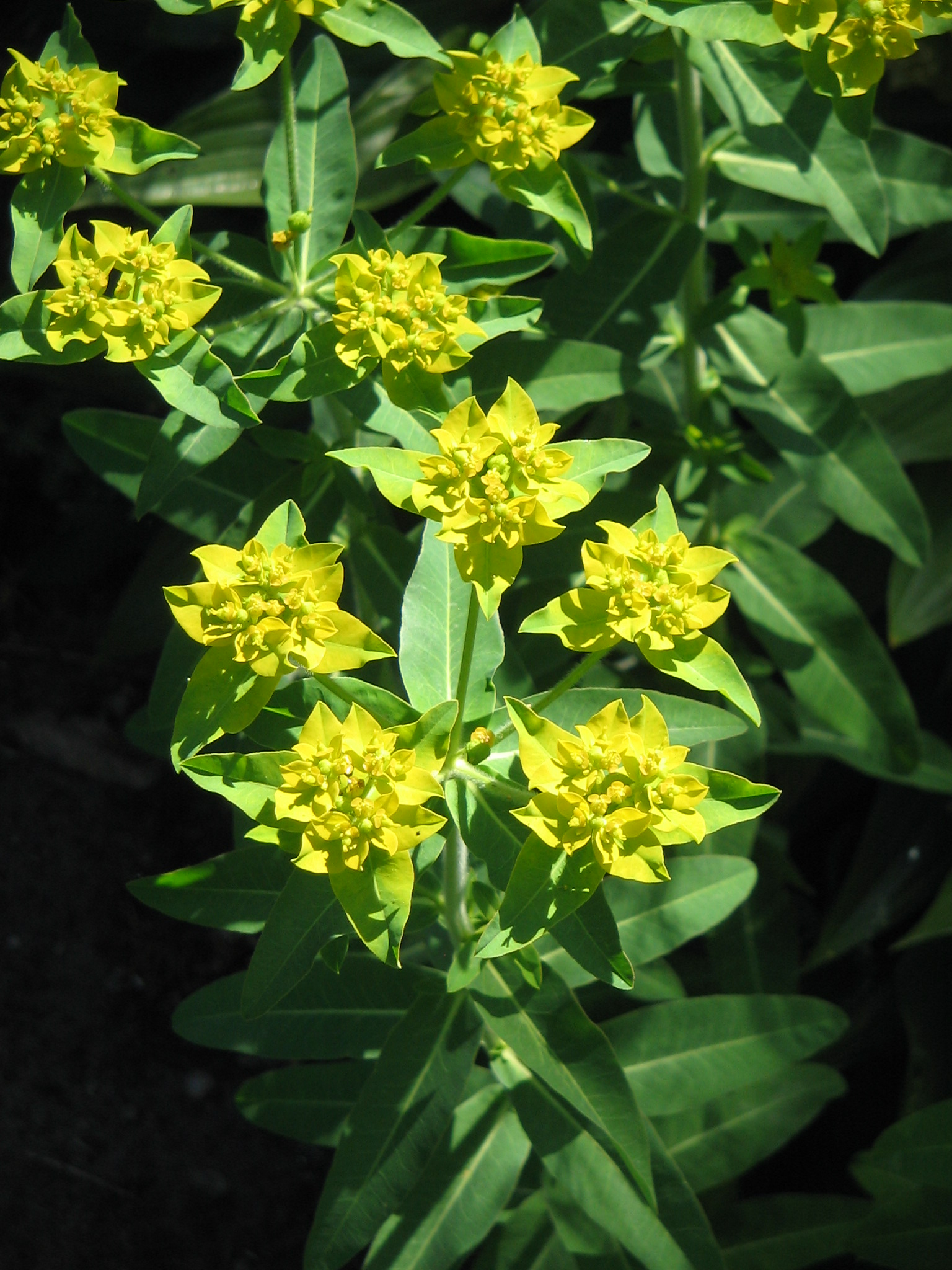